# Reichenows baardbuulbuul
Reichenows baardbuulbuul (Criniger ndussumensis) is een zangvogel uit de familie Pycnonotidae (buulbuuls). De Nederlandse naam verwijst naar de Duitse ornitholoog Anton Reichenow die deze vogel in 1904 wetenschappelijk heeft beschreven.

## Verspreiding en leefgebied
Deze soort komt voor van zuidoostelijk Nigeria en Kameroen tot Gabon en oostelijk Congo-Kinshasa

## Status
De grootte van de populatie is niet gekwantificeerd maar de soort wordt omschreven als minder algemeen dan de roodstaartbaardbuulbuul. Op de Rode lijst van de IUCN heeft deze soort de status niet bedreigd.